# 平生町立平生中学校
平生町立平生中学校（ひらおちょうりつひらおちゅうがっこう）は、山口県熊毛郡平生町にある公立中学校。

## 概要
平生町の唯一の町立中学校である。

## 沿革
- 1970年 - 平生町立佐賀中学校 ・ 平生町立習成中学校が統合し、開校

## 学校行事
| - 4月 入学式・始業式 - 5月 - 6月 | - 7月 終業式 - 8月 - 9月 始業式 | - 10月 - 11月 - 12月 終業式 | - 1月 始業式 - 2月 - 3月 終業式、卒業式 |

## 生徒会活動・部活動など

### 運動部
- 軟式野球部
- 男子バスケットボール部
- 男子ソフトテニス部
- 男子卓球部
- 女子バスケットボール部
- 女子ソフトテニス部
- 女子バレーボール部
- 女子卓球部
- 陸上競技部
- 柔道部（臨時部）
- 剣道部

### 文化部
- 吹奏楽部
- 総合文化部
- 家庭科部

## 通学区域
- 平生町全域[2]

## 進学前小学校
- 平生町立平生小学校
- 平生町立佐賀小学校[2]

## 交通
- JR西日本山陽本線　柳井駅下車。防長交通に乗り換え、曽根もしくは小山バス停で下車。